# Bardonecchia
Bardonecchia é uma comuna italiana da região do Piemonte, província de Turim, com cerca de 3.037 habitantes. Estende-se por uma área de 132,31 km², tendo uma densidade populacional de 23 hab/km². Faz fronteira com Avrieux (FR-73), Bramans (FR-73), Exilles, Modane (FR-73), Névache (FR-05), Oulx. Foi sede de alguns eventos dos Jogos Olímpicos de Inverno de 2006.

## Demografia
| Variação demográfica do município entre 1861 e 2011                               |
|                                                                                   |
| Fonte: Istituto Nazionale di Statistica (ISTAT) - Elaboração gráfica da Wikipedia |